# Alfabet semaforowy

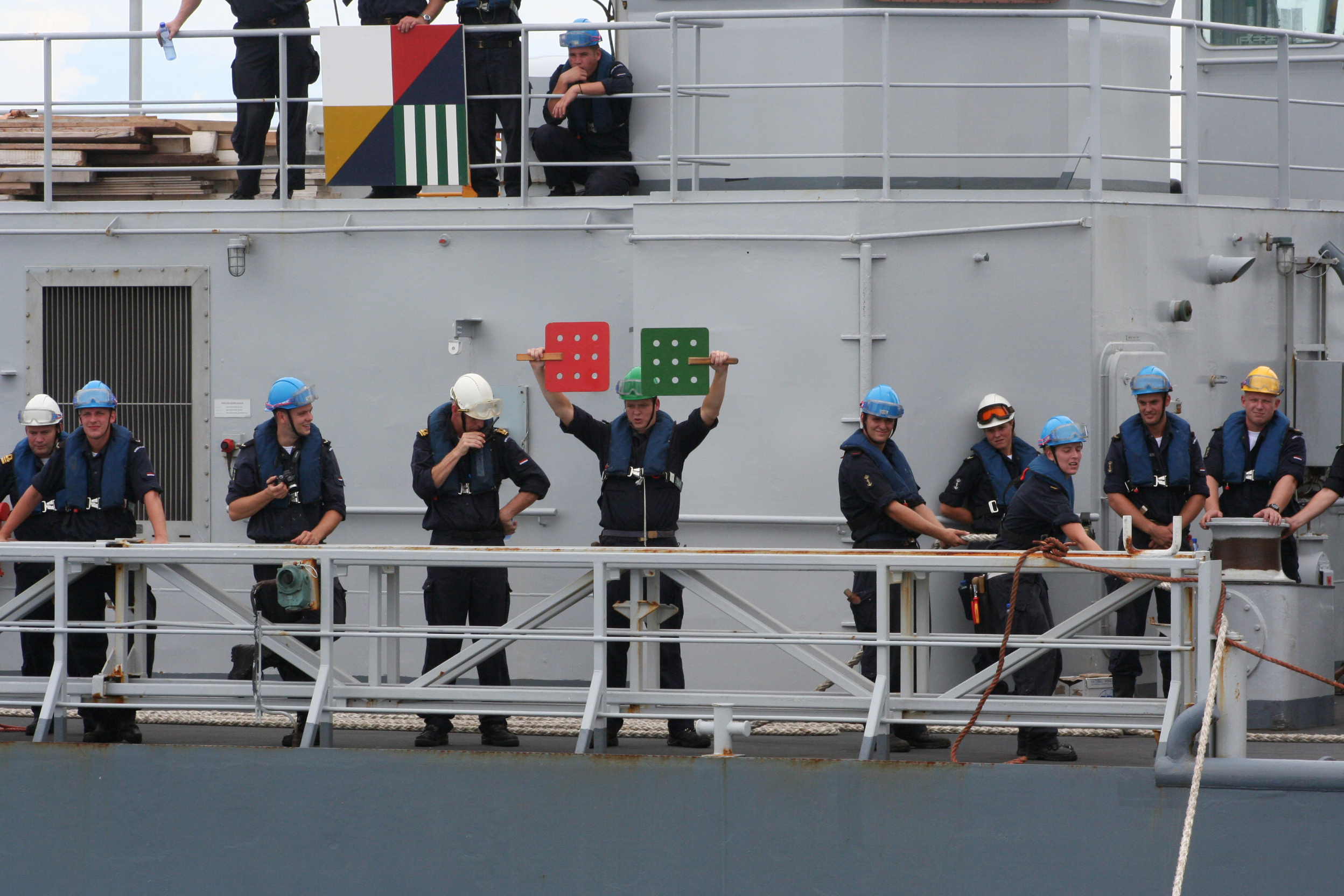
Marynarz Koninklijke Marine nadający wiadomość semaforem (2009)

Alfabet semaforowy, in. semafor – kod sygnałowy stosowany w żegludze, odzwierciedlający litery alfabetu łacińskiego i cyfry arabskie. Każde ułożenie obu rąk z chorągiewkami względem osi ciała marynarza (także ich ruchy) oznacza inną literę, cyfrę lub znak specjalny.
Po rozpowszechnieniu się łączności na falach metrowych (UKF) stracił na znaczeniu. Pozostał we flotach wojennych ze względu na możliwość podsłuchu komunikacji radiowej.
Do sygnalizacji używa się chorągiewek o wymiarach 40 × 40 cm w dwóch kontrastujących kolorach, które łączy się po przekątnej albo tarcz sygnalizacyjnych o wymiarach 40 × 40 cm z uchwytami pośrodku.
| Przerwa / Gotowy | Sygnał pokazywany przed nadawaniem cyfr | Błąd                  | Anulowanie                                   |       |       |
| A / 1            | B / 2                                   | C / 3 / Potwierdzenie | D / 4                                        | E / 5 | F / 6 |
| G / 7            | H / 8                                   | I / 9                 | J / Sygnał pokazywany przed nadawaniem liter | K / 0 |       |
| L                | M                                       | N                     | O                                            | P     |       |
| Q                | R                                       | S                     | T                                            | U     |       |
| V                | W                                       | X                     | Y                                            | Z     |       |